# Zürich Oerlikon

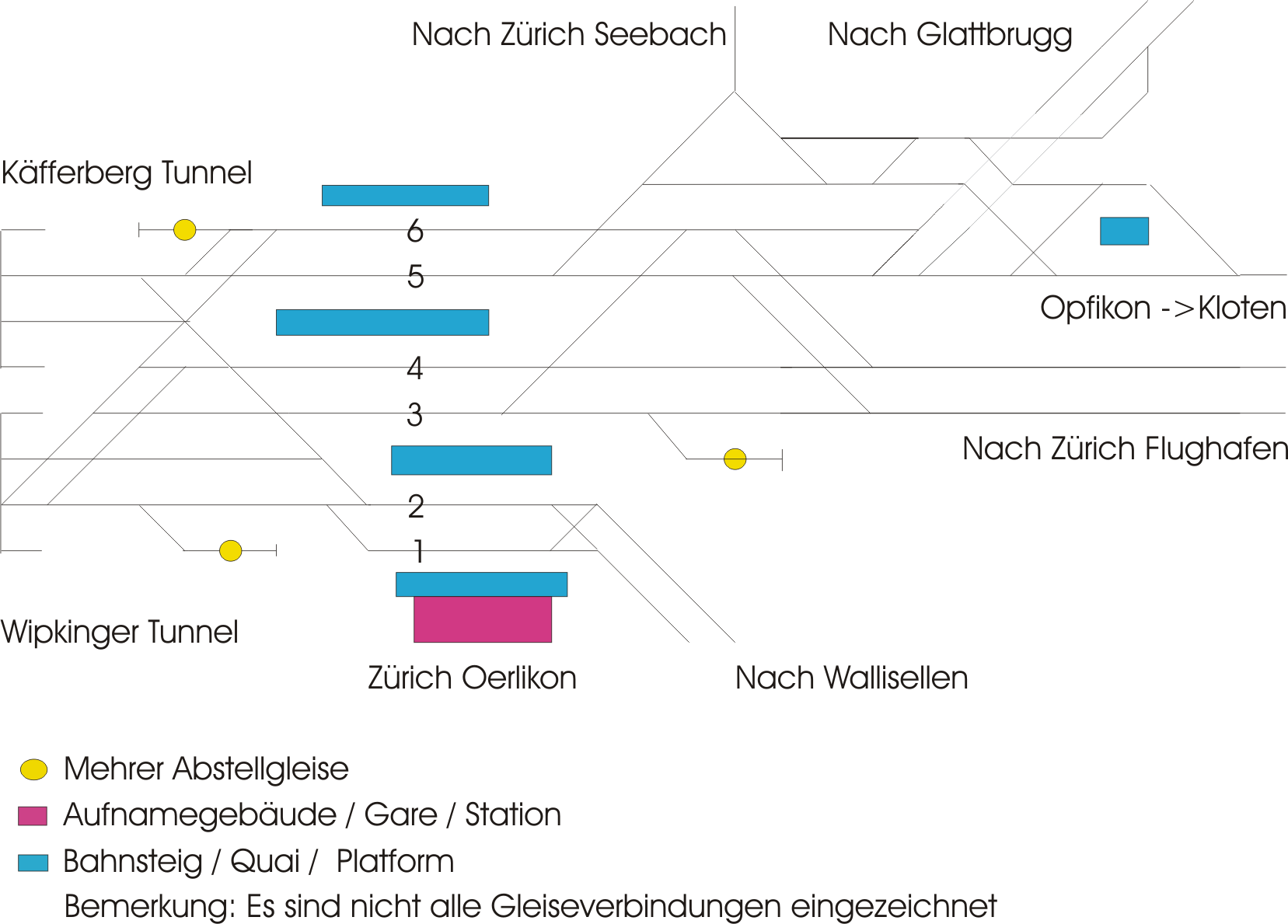
Schemat stacji

Zürich Oerlikon (niem: Bahnhof Zürich Oerlikon) – stacja kolejowa w Zurychu, w kantonie Zurych, w Szwajcarii. Znajduje się w dzielnicy Oerlikon. Jest obsługiwana przez pociągi SBB i S-Bahn.
Stacja obsługuje dzienne około 110 000 pasażerów.